# Andrzej Kalkstein Osłowski
Andrzej Kalkstein Osłowski herbu Kos odmienny  – pisarz grodzki pomorski w latach 1686–1688, ławnik świecki w latach 1668–1688.
Poseł sejmiku świeckiego na sejm 1678/1679 roku, sejm 1685 roku.